# Demi Lovato: Dancing with the Devil
Demi Lovato: Dancing with the Devil é uma série de televisão norte-americana, baseada na vida e carreira da artista musical Demi Lovato. Desenvolvida como um documentário, foi dirigida por Michael D. Ratner e contou com a própria artista, Scooter Braun e Hannah Lux Davis atuando como produtores executivos. Dividida em quatro episódios em uma temporada, a série foi divulgada em 23 de março de 2021 através do serviço de assinatura de streaming YouTube Premium, servindo como um dos meios de divulgação do sétimo projeto em estúdio da artista, intitulado Dancing with the Devil... The Art of Starting Over.
Após o seu lançamento, o documentário foi recebido com opiniões geralmente favoráveis da crítica especializada; no agregador de opiniões Rotten Tomatoes, detém uma aprovação de 85% e uma nota média de 7 em cada 10, baseado-se em 33 avaliações, cujo consenso o descreve como "terrível e sincero [que] às vezes tropeça em si mesmo, mas que não se pode negar o poder e coragem de Demi Lovato em enfrentar seus próprios demônios". No Metacritic, sua nota alcança 73 de 100 possíveis. Além de seu conteúdo, a crítica enfatizou positivamente as aparições de Christina Aguilera e Elton John atuando como "mentores" da artista.

## Antecedentes
Em 2020, o YouTube anunciou que iria divulgar uma série documentária sobre Demi Lovato, enfatizando que iria "mostrar sua trajetória pessoal e profissional nos últimos três anos". Posteriormente, Michael D. Ratner foi anunciado como diretor da produção que seria dividida em quatro partes e serviria como uma "continuação" de Demi Lovato: Simply Complicated, outro projeto sobre a artista divulgado pelo YouTube Premium. Em janeiro de 2021, Lovato compartilhou em suas redes sociais o título da série e afirmou que queria "esclarecer as coisas" e falar sobre sua overdose e os motivos que acarretaram o problema, com o qual afirma ter extraído bastante aprendizado. Além de outros temas que confirmou abordar em seu documentário, listou seu abuso de substâncias, sua recuperação, traumas anteriores, bem como sobre efeitos positivos e negativos sobre a indústria fonográfica.

## Produção
Com direção de Michael D. Ratner, a série documentária foi produzida pela SB Films em parceria com a OBB Pictures, contando com Demi Lovato, Scooter Braun e Hannah Lux Davis desempenhando os papéis de produtores executivos, enquanto sua distribuição à nível mundial ficaria a cargo do serviço de assinatura de streaming YouTube Premium. Para servir como tema de abertura do projeto, Lovato compôs e gravou a faixa "Dancing with the Devil" que, posteriormente, faria parte do conjunto de faixas de seu sétimo disco, Dancing with the Devil... The Art of Starting Over.

## Elenco
Lista de elenco disponibilizada através do Internet Movie Database.
- Demi Lovato
- Madison De La Garza
- Dianna De La Garza
- Eddie De La Garza
- Dallas Lovato
- Matthew Scott Montgomery
- Sirah
- Scooter Braun
- Christina Aguilera
- Elton John
- Will Ferrell
- Jordan Jackson
- Max Lea
- Dani Vitale
- Glenn Nordlinger
- Charles Cook
- Shouri Lahini

## Episódios
| Nº | Título                 | Diretor(es)       | Exibição original   |
| --- | ---------------------- | ----------------- | ------------------- |
| 1 | "Losing Control"       | Michael D. Ratner | 23 de março de 2021 |
| Demi, sua família e amigos falam abertamente sobre os motivos que a levaram à uma overdose quase fatal. |                        |                   |                     |
| 2 | "5 Minutes from Death" | Michael D. Ratner | 23 de março de 2021 |
| Demi e seus confidentes mais próximos relatam as consequências da overdose quando ela acorda no hospital após estar a poucos minutos da morte.                                                                          |                        |                   |                     |
| 3 | "Reclaiming Power"     | Michael D. Ratner | 30 de março de 2021 |
| Demi vai para a reabilitação e inicia seu caminho para a recuperação, mas com imprevistos ao longo do caminho. Ao retornar aos palcos pela primeira vez desde a overdose, ela precisa encontrar equilíbrio em sua vida. |                        |                   |                     |
| 3 | "Rebirthing"           | Michael D. Ratner | 6 de abril de 2021  |
| Na conclusão de seu documentário, Demi fala sobre seu próximo álbum, o cancelamento de seu noivado e seus esforços para manter-se na sobriedade.                                                                        |                        |                   |                     |

## Recepção
No agregador de críticas do Rotten Tomatoes, a produção possuía uma aprovação de 81% baseada em 33 avaliações, com uma média de aprovação de 7 em 10, com seu consenso o descrevendo-o como "terrível e sincero [que] às vezes tropeça em si mesmo, mas que não se pode negar o poder e coragem de Demi Lovato em enfrentar seus próprios demônios". No Metacritic, após ser avaliado por 9 profissionais, conseguiu a nota 73 de 100 possíveis, indicando "opiniões geralmente favoráveis". Em sua revisão para o The Guardian, Alim Kheraj deu à série documentária 4 estrela de 5 totais, comentando que o projeto explora as "consequências devastadoras de viver sob as restrições de ser uma estrela infantil" e que "se o objetivo dos documentários musicais é humanizar seu tema, Demi Lovato: Dancing with the Devil deveria se tornar o parâmetro". Daniel D'Addario da Variety elogiou Lovato por sua  "franqueza totalmente chocante e poderosa" ao longo dos episódios da série. Inkoo King compartilhou desta opinião, mas foi negativa quanto às "escolhas de produção" por prejudicar o andamento do documentário e pela "preferência de Ratner em impulsionar uma contextualização adequada".